# Candidatus Desulforudis audaxviator
Candidatus Desulforudis audaxviator とは、フィルミクテス門ペプトコッカス科に属する真正細菌の1種である。真正細菌のゲノムに古細菌のゲノムが組み込まれている事、生息場所の生態系がこの1種のみで構成されており、他の生物から完全に独立した状態で生存できる事を特徴としている。

## 概要
D. audaxviator は、2008年に Dylan Chivian らによって、南アフリカ共和国にある金鉱山の1つであるムポネン鉱山 (Mponeng Mine) の地下2.8kmにある地下水中で発見された。実は2006年に Li-Hung Lin らによって別の鉱山から発見されていたが、このときにはゲノムが解読されておらず、発見が確定していなかった。地下深くという暗闇に加え、60℃の高温、pH9.3のアルカリ、極度の貧酸素・貧栄養環境に適応している極限環境微生物である。

## エネルギー源
D. audaxviator のエネルギー源は、周辺に存在する岩石や液体に含まれる以下の無機物を体内に取り込み、エネルギー源としたり有機物を合成する素としている。これらの無機物は鉱物同士の化学反応や放射線による物理的な作用で生じており、生物は一切関与していない。
- 閃ウラン鉱に含まれるウランをはじめとした放射性物質の放射性崩壊によって生じるアルファ線・ベータ線・ガンマ線の作用によって、水から分離した水素イオン (H+) 。
- 黄鉄鉱が酸化されることによって、含まれる硫黄から生じた硫酸イオン (SO42-) 。酸化には先述のように放射線の作用で水素を分離して水から変化した過酸化水素が関与している。
- 方解石から溶け出した炭酸水素イオン (HCO3-) から放射線の作用によって生じた HCO2- 。
- 方解石から溶け出したカルシウムイオン (Ca2+) によって、粘土鉱物から生じたアンモニウムイオン (NH4+) 。
- 流体中に含まれる硫化水素によって燐酸塩鉱物から生じた燐酸イオン (PO43+) 。
- 流体中に含まれる一酸化炭素 (CO) 。

## ゲノムと生態
D. audaxviator の栄養源は先述の通り全てが無機的に生成した無機物である。また、地下に生息しているため当然ながら光合成に頼っていない。このため栄養的分類では、D. audaxviator は化学合成無機独立栄養生物に属する。自力で窒素固定を行ったり、硫酸イオンを還元する能力は通常は古細菌に見られるものであるが、D. audaxviator は真正細菌に分類される。ゲノム解析を行った結果、D. audaxviator は古細菌の遺伝子を持っていることが分かった。これは、遺伝子の水平伝播によって D. audaxviator が古細菌の遺伝子を獲得したためと推定されている。
また、同じく古細菌から獲得した遺伝子の中には、D. audaxviator 固有の自己防衛システムがある。これによって、D. audaxviator は極度の乾燥・熱・飢餓・化学攻撃からDNAとRNAを保護している。逆に酸素に耐性を持つ機構の遺伝子は持っていない。
D. audaxviator のゲノムサイズは234万9476塩基対であり、オープンリーディングフレーム (ORF) は2157である。このような極限環境に生息する生物の多くは、貧栄養下の環境においてエネルギー消費を省くために遺伝子がコンパクトにまとまっており、典型的なORFのサイズは約1500である。この事を考慮すると、D. audaxviator のORFは大きい。これは先述の通り、古細菌の遺伝子を持っているためである。
D. audaxviator は数μmの棒状の形状をしており、これが学名の由来にもなっている。他の細菌と同じく鞭毛を持っており、これを使って水中を泳ぐことが出来る。

## 生態系
D. audaxviator の生息場所は、他の生物や生態系とは完全に孤立している。D. audaxviator の生息域は数百万年間酸素に触れていないと考えられている。Chivian らは、ムポネン鉱山の岩石の割れ目に存在する5600リットルもの地下水をフィルターにかけて D. audaxviator を集めたが、地下水から得られる生物由来のDNAを分析すると、その99.9%以上が D. audaxviator のものであった。わずかながら検出される他の細菌のDNAは、資料の取り出しを行った鉱山、および分析を行った実験室におけるコンタミネーションであると推測されている。普通の生態系では、最大限に1つの種が優占していても、全生物の70%から80%を占めると考えられているため、これは異常な割合である。したがって、D. audaxviator の生息場所は D. audaxviator のみしか生息しておらず、1種のみで生態系が完結していると考えられている。このような生態系の発見は初めてである。生態系を1種のみで維持できるのは、D. audaxviator が真正細菌と古細菌の両方の遺伝子をもち、通常の生態系における真正細菌と古細菌の役割分担を両方兼任できるためである。
このような完結している生態系を持つため、生物が本来生息している天体以外の天体で生存・繁殖し、生息範囲を広げる事ができるかどうかを考察する上でモデル生物として使われる可能性がある。D. audaxviator は火星やエンケラドゥスに生息できる可能性がある。

## 名称
"Desulforudis audaxviator" の学名は、"Desulforudis" は棒状の形状と硫黄から、"audaxviator" はジュール・ヴェルヌの小説『地底旅行』に登場する、ルーン文字で書かれた暗号文をラテン語に解読した際に登場する語である「大胆な旅行者 (Audax viator)」に由来する。
上記のような採集状態のため、D. audaxviator を取り出す事には苦労しないと推定されるが、分離培養には成功しておらず、暫定的な学名になっている。学名の前には暫定的な地位にあることを示す "Candidatus" が付けられており、本来はイタリック体で表記される学名が立体になっている。